# Beqir Meta
Beqir Meta (ur. 13 listopada 1957 w Tiranie) – albański historyk, członek rzeczywisty Akademii Nauk Albanii.

## Życiorys
W roku 1981 ukończył studia na Wydziale Historyczno-Filologicznym Uniwersytetu Tirańskiego. Od roku 1983 pracował w sekcji wydawniczej Archiwum Państwowego w Tiranie (Arkivi i Shtetit). Równolegle prowadził wykłady dla studentów Uniwersytetu Tirańskiego, a także uczelni w Durrësie i Elbasanie z zakresu archiwistyki. W roku 1993 obronił pracę doktorską pt. Politika tatimore e shtetit shqiptar 1925-1939 (Polityka podatkowa państwa albańskiego 1925–1939).
W latach 1994–1997 kierował wydziałem historii nowoczesnej Albanii, a następnie przez osiem lat pracował w Instytucie Historii. W latach 2005–2008 kierował Narodowym Muzeum Historycznym, by w roku 2008 powrócić do Instytutu Historii w Centrum Studiów Albanologicznych na stanowisko wicedyrektora. W tym czasie pełnił funkcję redaktora naczelnego czasopisma Studime historike.
W roku 2003 uzyskał tytuł profesora nauk humanistycznych. W roku 2008 został wyróżniony członkostwem rzeczywistym Akademii Nauk Albanii.
Dorobek naukowy Beqira Mety obejmuje prace z zakresu stosunków grecko-albańskich, albańskiej emigracji do Stanów Zjednoczonych, a także polityki mniejszościowej Albanii w okresie międzywojennym. Był także autorem podręczników do historii dla gimnazjalistów.

## Publikacje
- 1999: Politika tatimore e shtetit shqiptar, 1925-1939 (Polityka podatkowa państwa albańskiego, 1925-1939)
- 2001: Federata panshqiptare “Vatra”, 1912-1920 (Federacja panalbańska Vatra, 1912-1920)
- 2002: Tensioni greko-shqiptar 1939-1949 (Konflikty grecko-włoskie 1939-1949)
- 2004: Shqipëria dhe Greqia 1949-1990. Paqja e vështirë (Albania i Grecja 1949-1990. Trudny pokój)
- 2007: Tragjedia çame
- 2009: Historia botërore dhe e qytetërimit: klasa e 10: për gjimnazin
- 2013: Minoritetet dhe ndërtimi kombëtar në Shqipëri 1912-1924
- 2022: Vatra dhe shqiptarët në Amerikë: dokumente historike, 1912-1990 (wspólnie z Hasanem Bello)